# Goto Predestinatsia (réplique, 2014)
Goto Predestinatia (en russe : Гото Предестинация, littéralement La Prévoyance de Dieu) est la réplique du navire de ligne de la Marine impériale russe Goto Predestinatsia de 56 canons de l'époque de Pierre Ier le Grand, construit de 2010 à 2014. Il est amarré à Voronej (Oblast de Voronej), place de l'Amirauté et il est considéré comme navire musée.

## Histoire

### La réplique de 2014
Le 16 décembre 2009, le gouverneur de la région de Voronej Alexey Gordeyev (en), a annoncé la construction de la réplique du navire amiral de la flotte de la mer d'Azov le navire de ligne à trois-mâts Goto Predestinatsia mis en service le 27 avril 1700. Début 2010, le projet est commencé par la création des plans basés sur des documents d'archives peu nombreux ainsi que sur des peintures et des gravures d'époque et de l'aquarelle de Pieter Bergman (en).

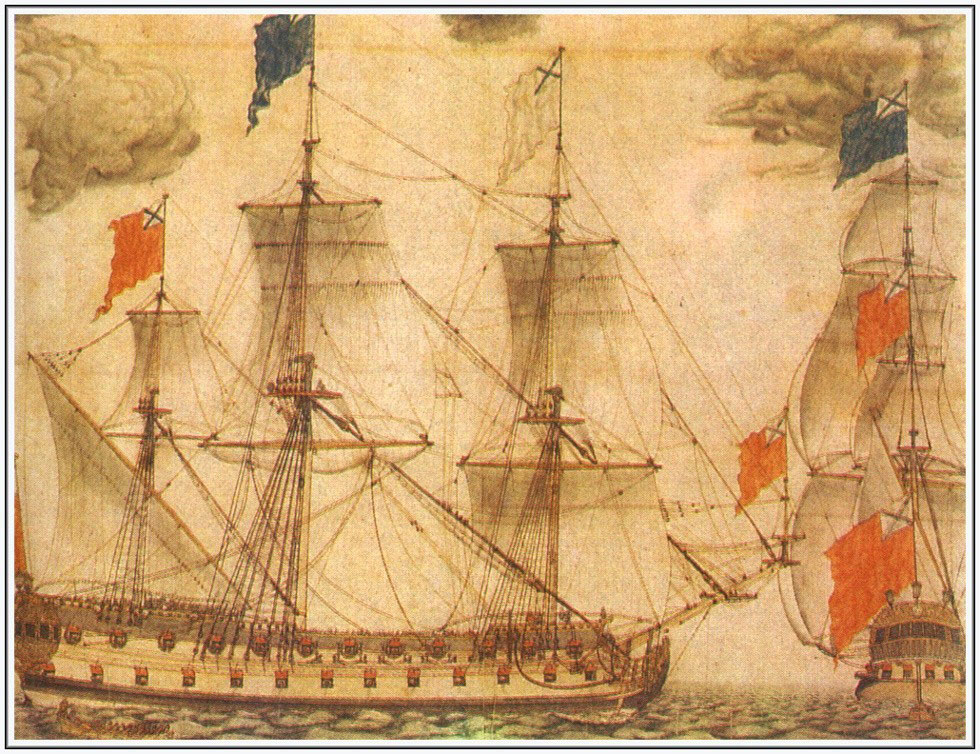
Aquarelle de Pieter Bergman

Courant 2010, une cloche de 25 kg est fabriquée et présentée sur la place Admiralteïskaïa. Elle porte le nom du navire et les Armoiries de la Russie. Le navire sera construit sur l'île Petrovsky par le constructeur naval Pavlovsky SSRP seul participant à l'appel d'offres. La construction se fera au chantier de construction navale en bois Varyag. La construction prend du retard et une subvention supplémentaire est allouée pour répondre aux règles relatives à la sécurité.
Le 21 juillet 2013, la coque est remorquée sur le Don et la rivière Voronej jusqu'à l'île Petrovsky. L'installation des structures supérieures se fait jusqu'en fin décembre 2013 date à laquelle ou le navire est transféré à quai de Voronej. La mâture est installée et le 2 juillet 2014 le navire fait son premier voyage d'essai.
Le 27 juillet 2014, le jour de la Marine russe, la réplique du Goto Prdestinatsia est inaugurée sur la place de l'Amirauté à Voronej. Sur le navire le drapeau de Saint André est hissé en présence du Métropolite Sergius

### Spécification

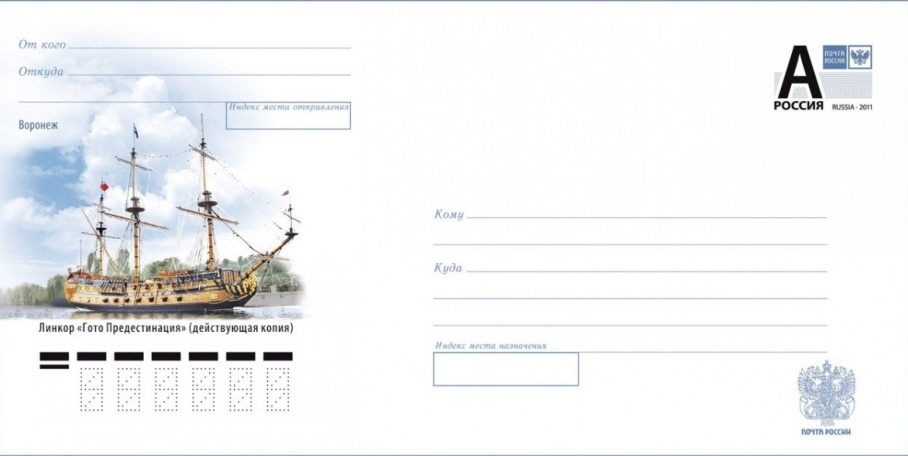
Enveloppe marquée à l'image du navire musée

Le navire est constitué de deux parties : une coque métallique et la structure supérieure en bois. Le poids de la partie métallique inférieure est proche de 150 tonnes, équilibré pour la stabilité avec 400 tonnes de béton. La construction de la partie supérieure a nécessité plus de mille mètres cubes de bois. Le fond est plat, sans quille.
Le navire possède deux ponts et il est conçu pour recevoir 50 passagers, en plus de son équipage de 5 hommes. Le navire dispose de 32 canons de différents calibres.
Selon diverses données, la surface de voile varie de 870 à 1500 m². Le mouvement du navire à la voile est limité pour des eaux peu profondes. Par conséquent, il n'était supposé que lever les voiles deux fois par an, le jour de la marine et le jour de la ville, par temps calme. Cependant, en réalité, au cours des deux premières années, le navire est allé dans la « mer de Voronej » une fois le jour de l'inauguration. Le navire est équipé d'un moteur diesel de 300 cv, capable de vitesses allant jusqu'à 6,5 nœuds (environ 12 km/h).
Le navire musée présente des expositions sur la vie et les campagnes militaires des marins du 18e siècle, ainsi que de nombreux objets de la vie quotidienne à bord, des costumes d'époque...

### Galerie
|                 |
| Gravure de 1701 |

|                                     |
| Réplique Goto Predestinatsia (2016) |

|                                     |
| Réplique Goto Predestinatsia (2014) |